# Myoictis
Myoictis és un gènere de marsupials dasiüromorfs originaris de Nova Guinea. Conté quatre espècies:
- Ratolí marsupial triratllat cuablanc (M. leucura)
- Ratolí marsupial triratllat (M. melas)
- Ratolí marsupial de Wallace (M. wallacei)
- Ratolí marsupial triratllat de Wau (M. wavicus)